# Hòa Bắc, Hòa Vang
Hòa Bắc là một xã thuộc huyện Hòa Vang, thành phố Đà Nẵng, Việt Nam.
Xã Hòa Bắc có diện tích 343,34 km², dân số năm 1999 là 3.328 người, mật độ dân số đạt 10 người/km².

## Lịch sử
Xã Hòa Bắc được thành lập năm 1981 trên cơ sở một phần diện tích và dân số của xã Hòa Liên (cũ).